# فاكوندو إسماعيل كاسترو
فاكوندو إسماعيل كاسترو (بالإسبانية: Facundo Ismael Castro) (22 يناير 1995 بمونتفيدو في الأوروغواي - ) هو لاعب كرة قدم أوروغواني في مركز الوسط. شارك مع منتخب الأوروغواي تحت 20 سنة لكرة القدم. أما مع النوادي، فقد لعب مع ديفينسور سبورتينغ.

## وصلات خارجية
- فاكوندو إسماعيل كاسترو على موقع الاتحاد الدولي (مؤرشف)  (الإنجليزية)
- فاكوندو إسماعيل كاسترو على موقع قاعدة بيانات كرة القدم.إي يو (الإنجليزية)
- فاكوندو إسماعيل كاسترو على موقع Soccerway.com (الإنجليزية)